# 班克羅夫特 (愛達荷州)
班克羅夫特（英語：Bancroft）是一個位於美國愛達荷州卡里布縣的城市。

## 地理
班克羅夫特的座標為42°43′10″N 111°53′10″W / 42.71944°N 111.88611°W，而該地的平均海拔高度為1653米（即5423英尺）。

## 人口
根據2010年美國人口普查的數據，班克羅夫特的面積為1.58平方千米，當中陸地面積為1.58平方千米，而水域面積為0.00平方千米。當地共有人口377人，而人口密度為每平方千米238.61人。